# Калила, Диогу
Диогу душ Сантуш Кабрал (порт. Diogo dos Santos Cabral; род. 10 октября 1998 года, Сейшал, Португалия), также известный как Диогу Калила (порт. Diogo Calila), — португальский футболист, правый защитник клуба португальской Примейра-лиги «Санта-Клара».

## Клубная карьера

### Белененсеш
Калила родился в Сейшале (Большой Лиссабон), воспитанник «Бенфики». В январе 2019 года он перешёл в клуб «Белененсеш САД», выступавший тогда в португальской Примейра-лиге. В том же месяце он дебютировал на высшем уровне, заменив на 74-й минуте Диогу Виану в гостевом поединке против «Порту», который завершился поражением его команды со счётом 0:3.
В сезоне 2020/2021 Калила провёл за «Белененсеш САД» 23 матча (20 в чемпионате), внеся свой вклад в итоговое десятое место клуба в Примейра-лиге. Контракт футболиста был продлён до 2024 года.
27 ноября 2021 года, в день игры с «Бенфикой», Калила остался единственным в строю игроком основного состава «Белененсеш САД» на фоне вспышки COVID-19. Команда вышла на поле в том матче с девятью футболистами, большинство из них были из молодёжной команды клуба, и двое были вратарями; после того, как только семь игроков ввышли на поле после перерыва при счёте 0:7, а один получил травму, матч был отменён.
В августе 2022 года Калила подписал трехлетний контракт с «Санта-Кларой» с возможностью продления ещё на два года; его бывший клуб сохранил 20 % прав на игрока. Он сыграл 18 матчей и забил два гола в сезоне 2023/2024 годов, вернувшись в Примейру через год после вылета.
Калила забил свой первый гол в высшем дивизионе 25 октября 2024 года в домашнем матче против «Жил Висенте» (2:1).

## Личная жизнь
Карлос Калила, отец Диогу, также был футболистом, выступавший на позиции нападающего и большую часть карьеры отыгравший за «Белененсеш».

## Достижения
Санта-Клара
- Победитель Второй лиги: 2023/2024[англ.][16]